# Pseudoleptonema erawan
Pseudoleptonema erawan is een schietmot uit de
familie Hydropsychidae. De soort komt voor in het Oriëntaals gebied.